# Echinophoreae
Echinophoreae es una tribu de plantas con flores perteneciente a la familia Apiaceae que agrupa los siguientes géneros.

## Géneros
Según NCBI
- Anisosciadium
- Dicyclophora
- Echinophora
- Pycnocycla

Según GRIN
- Anisosciadium
- Dicyclophora
- Echinophora
- Mediasia
- Nirarathamnos
- Pycnocycla
- Rughidia